# Pokémon

Letadlo Boeing 747-400 japonské společnosti All Nippon Airways ve zbarvení Pokémon, 2012

Postavička Pikachu na soupravě vlaku Šinkansen

Pokémon (japonsky ポケモン, Pokemon), v Japonsku známá také jako Pocket Monsters (japonsky ポケットモンスター, Poketto Monsutá), je mediální franšíza spravovaná japonskou společností The Pokémon Company, která byla založena a její akcie rozděleny mezi Nintendem, Creatures a Game Freakem. Pokémon je inteligentní bytost vyskytující se v japonských videohrách, společnosti Nintendo (např. Pokémon Red & Blue) a později ve stejnojmenném kodomo (dětském) anime seriálu, sběratelské karetní hře a v komiksu (Manga) doprovázející tyto videohry. Název pokémon vychází z japonského ポケットモンスター, Poketto Monsutá – kapesní příšerky, v angličtině Pocket Monsters.
Původní hru vytvořil Satoshi Tajiri a byla publikována společností Nintendo pro Game Boy. Na dalších herních konzolích typu handheld na Game Boy navazujících (Game Boy Color, Game Boy Advance, Nintendo DS,  Nintendo 3DS) následovaly další pokračování hry. K tomu vyšly hry i na konzole stolní, postupně (N64, GameCube, Nintendo Wii, Nintendo Wii U, Nintendo Switch).
V roce 2016 vyšla hra na mobilní telefony Pokémon GO. Je založena na principu rozšířené reality. Aplikaci vyvinuli vývojáři společnosti Niantic a na produkci se podílela také firma Pokémon Company, kterou spoluvlastní Nintendo.

## Vlastnosti
Pokémoni jsou velmi inteligentní bytosti, které rozumí lidské řeči, ale nepoužívají ji. V seriálu je výjimka Meowth a Gastly, v prvním filmu Mewtwo, v druhém filmu Slowking a Lugia, ve třetím filmu Entei, v šestém filmu Jirachi, v osmém filmu Lucario, v devátém filmu Manaphy, v jedenáctém filmu Shaymin a ve dvanáctém filmu Arceus. Dle svého typu mají různé schopnosti (telepatie, možnost otrávit, uspat, zapálit apod.). Divocí pokémoni se chovají jako zvířata, pokud je trenér pokémonů chytí do Pokéballu, stávají se krotkými a (většinou) poslouchají svého pána. Disponují mocnými útoky, jejichž množství i síla se postupem času zvětšuje, a mohou se vyvíjet či megavyvíjet.
Pokud pokémoni zrovna nebojují, přebývají v Pokéballu, ale existují i zde výjimky, v seriálu např. Pikachu, Meowth a další. Slabí Pokémoni se do Pokéballu snadno chytí, naopak silnější Pokémoni vyžadují silnější Pokébally, aby je bylo možno chytit. Mezi Pokébally existují rozdíly. Pokud se Pokéball nepoužívá, má velikost golfového míčku. Při použití se zvětší na velikost baseballového míče.
Seriál Pokémon se také dočkal svého animovaného filmového zpracování.
Mnohé postavičky v Pokémonu jsou založeny na podobě skutečných pravěkých tvorů, zejména dinosaurů a dalších.

### Vlastnosti ve hře
V konkrétních hrách jsou vlastnosti jednotlivých pokémonů určeny šesti základními statistickými ukazateli. Jsou to
- HP (health points) – „Body životů“ (pokud tento ukazatel klesne na nulu, pokémon je vyřazen z boje)
- Attack – síla fyzického útoku
- Defense – síla obrany
- Sp. Atk – síla speciálního útoku
- Sp. Def – síla speciální obrany
- Speed – rychlost

Vlastnosti pokémonů, které nejsou ve hře vidět:
- Evasion – vyhýbání
- Accuracy – přesnost

S každým zvýšením úrovně pokémona, se tato čísla zvyšují. Např. Arceus na 50. úrovni bude mít HP kolem 200 a ostatní ukazatele v rozmezí 112 až 189. Na maximální úrovni 100 bude mít tyto ukazatele přibližně dvojnásobné.
Pokud vyměníte pokémona nebo je vyřazen, vrátí se mu všechny snížené nebo zvýšené vlastnosti na původní, které měl (kromě HP).
Pokud si chcete zvýšené vlastnost nechat, musíte v zápasu použít útok Baton Pass (váš pokémon se vrátí zpět do pokeballu s vlastnostmi, které měl těsně před tím než použil tento útok).
Změny statu pokémona mohou být aktivní nebo pasivní

#### Aktivní
Aktivní změny statu jsou vidět na ukazateli HP a působí i po zápasu.
- Paralýza – PAR (Paralyzed) – Pokémon je zpomalený, může se stát že nezaútočí. (Thunder Wave, Glare...)
- Jed – PSN (Poisoned) – Pokémon je otráven, každé kolo ho zraňuje jed. Po zápasu ho zraňuje 4 kroky = −1HP. (Poison powder...)
- Těžký jed – PSN (Badly Poisoned) – Stejný jako Jed, ale svoji sílu zvětšuje každé kolo o 1/16. (Toxic)
- Popálení – BRN (Burned) – Pokémon je každé kolo zraněn, po zápasu ne. (Will o´ wisp)
- Zmražení – FRZ (Frozen) – Pokémon je zmrazen a nemůže se pohybovat ani útočit.
- Spaní – SLP (Sleep) – Pokémon byl uspán a nemůže útočit (kromě útoků Snore a Sleep Talk). (Hypnosis, Sing...)

#### Pasivní
Pasivní změny statusu se ukážou každé kolo, pokud vyměníte pokémona, automaticky se vyléčí.
- Zmatení (Confusion) – Může se stát, že pokémon místo útoku zraní sebe. Neplatí na Pokémony se schopností „Own Tempo“. (Confuse ray, Supersonic...)
- Zamilování (Infatuation) – 50 procent, že pokémon nezaútočí (platí jen když je protivník opačného pohlaví). Neplatí na Pokémony se schopností „Oblivious“. (Attract)
- Prokletí (Curse) – Každé kolo pokémon ztrácí 25 procent maximálního HP. (Curse použitý duším typem Pokémona)
- Pijavičí semena (Seeding) – Každé kolo pokémon ztrácí HP a protivník získá 20 procent. Má-li Pokémon schopnost „Liquid ooze“, léčivá část útoku je zastavena. (Leech seed)
- Noční můra (Nightmare) – Stejné jako Prokletí, ale působí jen pokud je pokémon uspán. (Nightmare)
- Strach (Flinch) – Pokémon se bojí útočit. Tento stav je celkem vzácný, platící pouze u některých útoků. (Fake out, Headbutt, Dragon Rush,...).
- Píseň smrti (Perish song) – Pokud nebude během 3 kol žádný pokémon vyměněn, všichni omdlí. (Perish song)
- Budoucí znamení (Future sight) – Pokémon vyšle tento útok, ale projeví se až za 2 kola. (Future sight; Doom desire)
- Sevřen (Wrapped) – Každé kolo je pokémon zraněn, nemůže být vyměněn (trvá 5 kol). (Wrap, Bind, Fire Spin, Whirlpool)
- Zadržen (Arrested) – Pokémon nemůže být vyměněn, dokud útočník nebude vyměněn. (Mean Look, Spider web, Block)
- Přídavek (Encore) – Pokémon může použít jen jeden ze čtyř jeho útoků (trvá 2–6 kol). (Encore)
- Trápení (Torment) – Pokémon nemůže opakovat jeden útok dvakrát za sebou. (Torment)
- Provokace (Taunt) – Pokémon může použít pouze útoky způsobující zranění. (Taunt)

Pasivní změny typu počasí.
- Slunečný den (Sunny Day) – Nezraňuje pokémona, ale snižuje účinnost vodních typů o 50% a naopak zvyšuje efektivitu ohnivých o 50 %. Také blahodárně působí na léčivé útoky jako Synthesis nebo Morning Sun a Sluneční paprsek nevyžaduje nabíjení.
- Písečná bouře (Sandstorm) – Každé kolo jsou všichni pokémoni zraněni (vy i protivníci), neplatí na zemní, kamenné a železné typy (trvá 5 kol).
- Krupobití (Hail) – Každé kolo jsou všichni pokémoni zraněni (vy i protivníci), neplatí na ledový typ (trvá 5 kol). Přesnost Blizzardu se zvyšuje na 100%.
- Dešťový tanec (Rain Dance) – Opak Slunečného dne, Sluneční paprsek se nabíjí 2 kola, nepůsobí dobře na uzdravující útoky. Přesnost Blesku se zvyšuje na 100%.

Tyto změny typu počasí neplatí na Castform, protože má schopnost Forecast (mění typ podle počasí).
Také neplatí na pokémona jménem Rayquaza, protože má schopnost Air Lock. A také neplatí na Pokémony se schopností Cloud Nine (např. Psyduck).

### Vlastnosti útoků ve hře
Každý pokémon se může naučit max. čtyři útoky, pokud se chce naučit nový útok, musí jeden z nich zapomenout.
Útoky jsou určeny pomocí Attack, Accuracy a PP [PowerPoints] (kolikrát může tento útok použít) a většinou popis vedlejších účinků (zmražení, zmatení, zvýšená šance na kritický zásah...). Útoky se dělí na:
- Physical – Fyzikální tělesný útok. Síla ovlivněna mimo jiné útočným statem. Poškození ovlivněno obranným statem. (např. Mach Punch)
- Status – Bez poškození. Tyto statusy slouží většinou k léčení, snižování nebo zvyšování statů, ale i ke změně stavu pokémona. (Recover-Calm Mind-Thunder Wave)
- Special – Speciální útok. Síla ovlivněna mimo jiné statem speciálního útoku. Poškození ovlivněno statem speciální obrany. (např. Thunder)

Většina útoků má pozitivní (ale i negativní) vedlejší účinky. Např.: Extremespeed-útočí vždy první, Slash-zvýšená šance na kritický zásah, Explosion-nejsilnější útok ve hře, ale zničí i vás (negativní vedlejší účinky)
Pokémoni se naučí nové útoky po dosažení určité úrovně nebo pomocí:
- TM (Technical Machine) – útok lze naučit jen jednou (výjimka je Black a White a Black 2 a White 2).
- HM (Hidden Machine) – útok lze naučit vícekrát, ale nelze smazat (jen v Johtu v Blackthorn city a ve verzi Emerald v Lilicove City), tyto útoky vám pomáhají (jezdit na vodě, zničit překážky, osvětlení...) a neobejdete se bez nich.
- „Move Tutor“ – člověk, který vám útok naučí (TM a HM můžete nosit sebou, člověka ne!).

### Schopnosti
Od třetí generace dostali všichni pokémoni schopnosti (každý má jednu + skrytá schopnost), které zásadně změnily hru. Například v první generaci byl pokémon Gastly slabší proti zemním útokům, protože byl jedový typ, ale od třetí generace dostal schopnost Levitace, takže na něho už neplatily zemní útoky. V páté generaci pokémon Eelektross
má také schopnost Levitace. Je to elektrický typ, který je slabší jen proti zemním útokům, ale jelikož levituje, je bez slabin. Velmi zajímavé schopnosti jsou Teravolt a Turboblaze, jelikož ruší ostatní obranné schopnosti. Ještě zajímavější schopnost je Illusion – pokémon s touhle schopností se změní do vašeho pokémona na posledním místě. Protivník pak nepozná, jestli je opravdu ten pokémon, kterého vidí, nebo to je nějaký úplně jiný pokémon.

### Vývoj
Vývojem (evolucí) se myslí proces, při kterém dojde během několika sekund k významné a trvalé změně vzhledu, často i velikosti, schopností a síly pokémona. Změní se také jeho „druhové jméno“.
Vývoj je děj ke kterému dochází:
- Po dosažení určité úrovně zkušeností (tzv. experience – nejčastější)
- Předmětem – použití evolučního kamene, např. Sun Stone: Sunkern → Sunflora
- Výměnou (např. Graveler → Golem), jindy je potřeba, aby pokémon měl při výměně u sebe konkrétní předmět např. předmět Reaper Cloth: (Dusclops → Dusknoir)
- Při zvýšení úrovně, pokud má pokémon některý konkrétní stav na maximu, např. Happiness (štěstí) Eevee → Espeon nebo Beauty: Feebas → Milotic.
- Po dosažení určitých zkušeností na určitém místě (Magnezone, Probopass, …)
- Přizpůsobením se (např. Glaceon, Leafeon)

Impuls vedoucí k evoluci je u každého pokémona individuální. Ve hře je možné a někdy i výhodné evoluci zablokovat a odložit na později pomocí Everstone (Věčný kámen). Někteří pokémoni se nevyvyjí, mají jen jednu vývojovou fázi (např. Kangaskhan, Rayquaza, Tropius).

### Mega evoluce
V šesté generaci byla přidána Mega evoluce. To je dočasný stav pokémona (může být dosažen pouze při zápasu), který pokémona tělesně změní, dodá mu sílu, změní schopnost (a někdy změní/přidá typ). Megaevoluce mohou dosáhnout jen určití a plně vyvinutí pokémoni (někteří pokémoni ale mají i dvě megaevoluce Mewtwo) a když mají příslušný Mega kámen (evoluční kámen pro Mega evoluci, ten dodá pokémonovi onu sílu). Trenér pokémona k Mega evoluci potřebuje: pokémona (který má Mega evoluci), Mega kámen (příslušný), Mega ring (v podstatě dálkový ovladač na aktivování Mega evoluce pro trenéra, je to kámen v držáku a aktivuje se trenérovým zmáčknutím) a dostatečně silné pouto s pokémonem. Megaevoluci lze použít jen jednou za zápas, Mega vyvinutý Pokémon ztrácí Mega evoluci při konci zápasu, když omdlí a když odejdete od divokého pokémona (použijete-li Mega evoluci např. na Slowbro a on omdlí a vy chcete povolat Mewtwo a použít Megaevoluci, už to nepůjde, neboť jste už jednou za zápas použili Mega evoluci). Trenér je za určitých podmínek schopen za pomoci Mega ringu hledat Mega kameny (Mega kámen se začne třpytit). Podle hry Pokémon X a Y je Mega evoluce jedna z největších záhad pokémonů.

### Typy
Každého pokémona a veškeré jeho vlastnosti (celkový vzhled, útoky, odolnost, zranitelnost apod.) lze vždy přiřadit k jednomu či maximálně ke dvěma základním typům. Těchto základních typů je 18, jsou to: normální, ohnivý, vodní, elektrický, travní, ledový, bojový, jedovatý, zemní, létající, psychický, hmyzí, kamenný, duší, dračí, ocelový, temný a vílí (ocelový a temný až od druhé generace a vílí až od šesté generace). Například Sandshrew je pouze zemní, ale Rhyhorn je zemní a kamenný, Caterpie je hmyzí a Butterfree hmyzí a létající. Zajímavostí je, že existují pokémoni, kteří umí létat, ale nepatří mezi létající – to znamená, že na rozdíl od typu létající mohou být zasaženi zemním typem útoku a nejsou schopni naučit se létající útoky (např. Beedrill, Venomoth nebo Dustox, kteří patří mezi hmyzí a jedovaté). Některé typy jsou proti ostatním typům imunní, např.: na zemní neplatí elektrické útoky a na létající neplatí zemní útoky. Velmi zajímaví pokémoni jsou Sableye a Spiritomb, kteří mají kombinaci typů temný a duší: na duší platí temný a duší typ, ale temná stránka tyto typy zvrátí, na temný platí hmyzí a bojový, ale duší stránka
tyto typy také zvrátí. To znamená, že tito dva pokémoni neměli do šesté generace žádnou slabinu.

### Styl hry
Pokémony můžete hrát více způsoby: normálním způsobem, tak zvaným „One pokémon challenge“ nebo tak zvaným „Nuzlocke challenge“.

#### Normal
Hráč má u sebe 6 pokémonů po celé cestě až do ligy. Většinou někoho z nich naučí HM, aby si usnadnil cestu.
Je dobré, aby měli tyto typy: travní, ohnivý, vodní, elektrický, létající a šestý je volitelný.

#### One pokémon challenge
One pokémon challenge neboli Výzva s jedním pokémonem znamená, že hráč po celé cestě má jen jediného pokémona. Na začátku je to velmi obtížné být sám, ale protože dostává experience jen jeden pokémon, velmi rychle se vyvíjí a sílí, takže na konci cesty už můžete mít úroveň 100 (při normální hře je každý pokémon kolem 50. úrovně).
Je dobré aby měl dva typy, které se navzájem chrání (temný a duší jsou dobří, spolu s normálními typy – mají jen jednu slabinu. Dříve kombinace temného a dušího neměla slabinu, jenže od šesté generace mají slabinu proti vílímu (Fairy) typu a aby se mohl naučit hodně TM a HM (Mew se může naučit všechny!).

#### Nuzlocke challenge
Nuzlocke challenge je spíše pro lepší hráče, protože je velmi náročný. Základní pravidla:
- na každé cestě si můžete chytit jen jednoho pokemona
- pokud vám pokemon zemře (omdlí), musíte ho vypustit zpátky do přírody (nebo ho prostě nepoužívejte)
- pokud všichni vaši pokemoni, kteří máte sebou, zemřou, tak máte konec hry (samozřejmě jen Nuzlocke challenge, hru můžete hrát dál)

Můžete k těmhle pravidlům ještě přidat i svoje. (např.: Žádné chytání legendárních pokemonů...)

### Generace
Pokémoni se také dělí podle generace (verze) hry, ve které se poprvé objevili. A protože v každé nové generaci her přibývá i nová oblast (region), lze jednoznačně k jednotlivým generacím hry přiřadit i tuto konkrétní oblast. Podle této oblasti se pak nazývá i seznam (pokédex) příslušných pokémonů. Název oblasti (pokédexu) je uveden v závorce:
- První generace (Kanto) – 151 různých druhů pokémonů (Pikachu, Charmander, Blastoise, Mewtwo, Bulbasaur a další...)
- Druhá generace (Johto) – 100 nových pokémonů (celkem 251) (Chikorita, Miltank, Togepi, Jumpluff, Cyndaquil a další...)
- Třetí generace (Hoenn) – 135 nových pokémonů (celkem 386) (Deoxys, Jirachi, Rayquaza, Torchic,Treecko a další...)
- Čtvrtá generace (Sinnoh) – 107 nových pokémonů (celkem 493) (Piplup, Riolu, Torterra, Bidoof, Chimchar a další...)
- Pátá generace (Unova, japonsky Isshu) – 156 nových pokémonů (celkem 649) (Oshawott, Tepig, Snivy a další...)
- Šestá generace (Kalos) – 70 nových pokémonů (celkem 719) (Chespin, Fennekin, Froakie, Gogoat a další...)
- Sedmá generace (Alola) – 88 nových pokémonů (celkem 807) (Rowlet, Litten, Popplio, Cosmog a další...)
- Nově objevení pokémoni – 2 noví pokémoni (celkem 809) (Meltan a Melmetal)
- Osmá generace (Galar + Hisui) – 95 nových pokémonů (celkem 904) (Grookey, Scorbunny, Sobble, Zacian, Zamazenta, Kleavor a další...)
- Devátá generace (Paldea) – 121 nových pokémonů (celkem 1015) (Sprigatito, Fuecoco, Quaxly, Scream Tail, Iron Leaves a další...)

## Hry s tématem pokémon

### Karetní hry
Sběratelská karetní hra s tématem pokémonů vznikla jako doplněk elektronických her a je inspirována zřejmě nejrozšířenější sběratelskou karetní hrou Magic: The Gathering. Stejně tak jako u elektronických verzí her, neexistuje jejich česká mutace – oficiálně jsou na území ČR distribuovány anglické verze her. Ve větších městech se v zařízení Ddm či podobných zařízení často zakládají kroužky moderních karetních her, kde se hráči mohou setkávat a tyto hry spolu hrát (např. v Nymburku či v Kolíně), pořádají se mistrovství ČR i mistrovství světa.
V karetní hře Pokemon hrají dva hráči proti sobě, každý se svým balíčkem karet. Cílem hry je porazit soupeře, což můžete udělat jedním ze tří způsobů: vyřadit jeho Pokemony ze hry, posbírat všechny počáteční odměny (jedna za každého vyřazeného Pokemona) či tím, že soupeř dolíže svůj balíček. Hráči postupně ve hře vykládají Pokemony, pokládají na ně energie a navzájem na sebe útočí. Při hře je důležité zejména: mít správně poskládaný svůj balíček, znát své karty a umět je použít, dobře karty kombinovat a samozřejmě hraje roli i štěstí. Balíčky karet mohou hráči poskládat sami a nebo si mohou pořídit předpřipravený balíček karet. To je vhodné pro začínající hráče. Hráči ke kartě aktivního Pokémona připojují karty energií, a tak útočí na Pokémona soupeře. Pro začínající hráče je vhodné přečíst si názorná pravidla.
Karetní hra Pokemon rozvijí strategické myšlení, kombinatoriku, počty a v neposlední řadě i anglický jazyk. 
První sada Pokémon kartiček spadající pod první generaci a nesoucí název Base Set, vyšla už v roce 1998. Z Pokémon karet se během chvíle stal fenomén i díky seriálu Pokémon.
Po edici Base Set vyšla Pokémon edice Base Set 2, následně edice Team Rocket a Gym Heroes a předtím, než se na trh dostala druhá generace Pokémon karet, tak v rámci té první byla vydaná ještě Pokémon edice Gym Challenge. Tak to pokračovalo víc než dvacet let existence Pokémon TCG a v tuto chvíli je k dispozici nespočet sběratelských karet. 
Většina karet z prvních edic už není prakticky k dostání, a pokud se nabízí k prodeji, šplhá se jejich cena velmi vysoko. Částky, za které jsou k dostání běžně obchodovatelné karty, můžeš sledovat například na stránkách cardmarket.com.

### Elektronické hry
Elektronické hry v sobě mají prvky RPG i adventury. Hráč v roli trenéra chytá postupně pokémony a využívá je k boji proti jiným pokémonům, čímž jeho pokémoni získávají zkušenosti a zvyšují tak svou úroveň (až do lv. 100). Zároveň se však každý jeho pokémon může učit jiné útoky s jinými silami a efekty a každý může umět jen 4 naráz. V partě smí mít trenér jen 6 pokémonů. Různí pokémoni mají různé typy a to jim dává výhody nebo nevýhody, proti určitým typům útoků. Komplexně tak vznikají zajímavá strategická hra, kde je třeba si vytvořit vyrovnanou. Jakýmsi cílem hry je porazit nejlepší trenéry v Pokémonové lize a získat všechny známé pokémony.
Pokémoni jsou ve hře zcela nesmrtelní – po porážce upadnou do bezvědomí a mohou být vyléčeni v Pokémonním středisku, specializovaném lékařském zařízení. Hra je celkově koncipována tak, že herní příběh nelze prohrát, zkušený hráč ho jen může dokončit rychleji.
U nás se prodávají anglické verze her, hry nikdy nebyly překládány do českého jazyka. Oproti tomu některé národy, jako Francie nebo Německo si překládají nejen hry, ale i jména jednotlivých pokémonů.

#### Multiplayer
Hry nabízejí možnost bojovat s reálnými protihráči pomocí propojení herních konzolí kabelem, infračerveným portem, wireless adaptérem nebo bezdrátově za použití Wi-Fi. Tímto způsobem lze mezi hráči i pokémony vyměňovat.

#### Výměna pokémonů
V jedné hře z Game Boy edicí není možné chytit všechny pokémony, které hra obsahuje, ale je nutné pokémony vyměňovat mezi ostatními verzemi. Druhá generace umožňovala měnit pokémony s první generací a byl to jediný způsob, jak některé získat. Mezi třetí a čtvrtou generací je možný pouze jednosměrný přesun (nikoli výměna, jak tomu bylo v předchozím případě) a to ze starší do novější, vždy po šesti pokémonech.
Ti nejvzácnější pokémoni (Mew, Celebi, Deoxys…) se ve většině her dají chytit jedině v původních (japonských) verzích a jinde (USA, Evropa, Austrálie) je lze získat od Nintenda jako výhra některé z jejich turnajů, v kině u příležitosti vydání filmu.
U nás se dají získat z ciziny dovezených bonus disků a e-karet. Tuto možnost poskytují pro veřejnost některé turnaje, jako například Mistrovství ČR v Pokémonu.

#### Generace her
Každá další generace hry obsahuje větší počet pokémonů. Obvykle se počítá celkový počet druhů pokémonů, protože tak jsou zapsáni v Pokédexu. V další generaci ovšem přibývají jak zcela noví Pokémoni, tak nové evoluce existujících pokémonů, někdy i před-evoluce, tedy Pokémon, který byl v předchozí generaci her základní evolucí, je nyní výsledek evoluce jiného tzv. baby Pokémona.

##### První generace
- Pokémon Red, Green, Blue, Yellow, (1998, Yellow 1999), Game Boy Color, region Kanto.
- Pinball, (1999), Game Boy Color
- Snap, (1999), Nintendo 64 – cílem je fotografování pokémonů v jejich přirozeném prostředí, za což je hráč odměňován body.
- Stadium, (2000), Nintendo 64 – souboje pokémonů (první generace, 151 různých pokémonů) ve 3D aréně. Je zde možnost „přetáhnout“ si pokémony z Game Boy her.
- Puzzle League, (2000), Nintendo 64 – sada logických her, například tetrisu. Tato hra v Japonsku nikdy nevyšla.
- Trading Card Game, (2000), Game Boy Color – elektronická variace Pokémon Trading Card Game.
- Trading Card Game 2, (2001) ???. Game Boy Color – druhé pokračování hry, vyšla pouze v Japonsku.

##### Druhá generace
- Pokémon Gold, Silver, (2000), Game Boy Color – 251 různých druhů pokémonů, regiony Johto (počáteční) a Kanto.
- Puzzle Challenge, (2000), Nintendo 64 – remake Puzzle League, pouze noví pokémoni (celkem 251 různých druhů pokémonů).
- Pokémon Crystal (2001), Game Boy Color – doplněk k Gold a Silver, má trochu upravené mechaniky a příběh.
- Stadium 2 – pokračování Stadium s Pokémony druhé generace (celkem 251 různých druhů pokémonů)
- Pokémon Mini,(2001), Pokémon Mini – hra na samostatnou stejnojmennou konzoli s několika hrami, jako například tetris nebo pinball.

##### Třetí generace
- Pokémon Ruby and Sapphire, (2003), Game Boy Advance – 386 různých druhů pokémonů, region pouze Hoenn.
- Pinball: Ruby & Sapphire, (2003), Game Boy Advance – remake Pokémon Pinball s vylepšenou grafikou a novými pokémony (celkem 385; bez Deoxys).
- Box Ruby & Sapphire (2004) – hra, kde je možné ukládat až 1500 nachytaných Pokémonů a vyměnovat je s ostatními hrami třetí generace (Ruby a Sapphire, jako i FireRed, LeafGreen a Emerald)
- Pokémon FireRed and LeafGreen, (2004), Game Boy Advance – remake Red a Green, 386 různých druhů pokémonů, region Kanto.
- Pokémon Channel, (2003), GameCube – zde se hráč s Pikachu snaží pomáhat ostatním pokémonům a odblokovává si tak nové kanály do své TV, rovněž také získává peníze a předměty do pokojíčku, které si může i nakupovat z jakéhosi teleshopingu. I televizí je ve hře mnoho druhů a dají se měnit. Ve hře si dále můžete koupit Pokémon Mini a do něj dále všechny pokémon hry, co na něj kdy reálně vyšli a taky si je opravdu zahrát.
- Pokémon Colloseum, (2004), GameCube – 3D RPG, hráč chytá pokémony a bojujete s nimi podobně, jako v Pokémon Stadium, rovněž použitelné pro připojení handheldů GameBoy Advance a zápasení ve 3D grafice s Vašimi hrami proti sobě
- Pokémon Emerald, (2005), Game Boy Advance – doplněk k Ruby a Sapphire, region Hoenn.
- Pokémon Dash, (2005), Nintendo DS – závody pokémonů, ovládá se přejížděním přes dotykový display
- Pokémon XD: Gale of Darkness, (2005), GameCube – 3D RPG, cílem je ubránit laboratoř před nepřátelským Cipherem, později se otevře celý svět. Hra obsahuje unikátní „Dark“ verzi pokémona Lugia. Podobné Pokémon Colloseum, jen s vylepšenou grafikou a novým příběhem
- Link/Trozei, (2006), Nintendo DS – puzzle hra spočívající v posunování hlav pokémonů a vytvoření tak řady po čtyřech. Zajímavé je, že navzdory tomu, že od her třetí generace již nezáleží na jazykové verzi hry při propojování přístrojů pro multiplayer, u této hry, vzhledem k tomu, že jí byl po cestě do Evropy zcela změně název z Trozei na Link, dochází k nekompatibilitě těchto dvou her, ač jinak jsou zcela identické
- Mystery Dungeon: Red & Blue, (2006), Blue: Nintendo DS, Red: Game Boy Advance – hlavní postavou je člověk přeměněný v pokémona, který prochází dungeony, bojuje s dalšími pokémony a hledá způsob, jak se proměnit zpět v člověka.
- Pokémon Ranger, (2006), Nintendo DS – hráč je v roli rangera, který pomáhá lidem a pokémonům a bojuje proti nepřátelskému týmu Go-Go. Odehrává se v unikátním regionu Fiore. Zde pokémony nechytá klasicky do pokéballů, ale jen je jakousi káčou obtočí. Maximálně 6 pokémonů jej pak následuje a pomáhají mu překonat přírodní překážky, nebo v boji s dalšími pokémony. Jakmile Vám pokémon jednou pomůže, pouštíte ho a on Vám uteče. Je zde několik různých schopností a jejich 3 intenzity. Jediný pokémon Vám zůstává stále a to Váš Minun/Plusle, který je ale použitelný jen v boji.

##### Čtvrtá generace
- Pokémon Diamond and Pearl, (USA 22. dubna 2007, Evropa 27. červenec 2007), Nintendo DS (Dual Screen) – 493 různých druhů pokémonů, region Sinnoh.
- Pokémon Battle Revolution, (2007), Nintendo Wii – hra na způsob Pokémon Stadium, obsahuje však všech 493 pokémonů s možností bojovat v různých 3D lokalitách.
- Pokémon Mystery Dungeon: Explorers of Time, (2008), Nintendo DS.
- Pokémon Mystery Dungeon: Explorers of Darkness, (2008), Nintendo DS.
- My Pokémon Ranch, (2008), Nintendo Wii → Wii Ware
- Pokémon Platinum – vylepšená verze Diamond a Pearl, obsahuje 493 různých druhů pokémonů, hra vyšla nejprve v Japonsku a Severní Americe pro Nintendo DS. V Evropě se začala prodávat až 22.5.2009.
- Pokémon Ranger: Shadows of Almia – V podstatě druhý díl Pokémon Rangeru.
- Pokémon HeartGold & SoulSilver – remaky starých Gold & Silver na GBC, vyšly v USA v březnu 2010.

##### Pátá generace
- Pokémon Black and White (2010), region Unova Nintendo DS
- Pokémon Black 2 and White 2 (2012), region znovu Unova, ale s jinými cestami a pokémony, Nintendo DS
- Pokémon Dream Radar (2012)

##### Šestá generace
- Pokémon X and Y (říjen 2013), Nintendo 3DS
- Pokémon Omega Ruby and Alpha Sapphire (listopad 2014), Nintendo 3DS, remake Pokémon Ruby and Sapphire, Evropa 28. listopadu a zbytek světa 21. listopadu
- Pokémon Bank (2014) – obdoba Pokémon Box Ruby & Sapphire, kam je možné ukládat nachytané Pokémony, tentokrát až 3000 Pokémonů. Postupně byla přidaná možnost ukládat i Pokémony z her Sun, Moon, Ultra Sun a Ultra Moon, jako i her, které vyšly na virtuální konzoly 3DS (Virtual Console Red, Blue, Yellow, Gold, Silver a Crystal).

##### Sedmá generace
- Pokémon Sun and Moon (na konci roku 2016), Nintendo 3DS
- Pokémon Ultra Sun and Ultra Moon (na konci roku 2017), Nintendo 3DS

#### Ostatní elektronické hry
Existuje ještě jeden druh pokémon her (které již byly vypsány i výše) – jedná se o hry na „velké“ Nintendo konzole (Nintendo 64, GameCube a Wii). Tyto hry nejsou přímo klasickými RPG, nýbrž jen možností si zasoupeřit v aréně ve 3D a využít při tom pokémony z RPG her pro Game Boy. Nejnovější hry na DS podobným způsobem fungují s hrou pro Pokémon Battle Revolution na Nintendo Wii.